# العلاقات البولندية النيبالية
العلاقات البولندية النيبالية هي العلاقات الثنائية التي تجمع بين بولندا ونيبال.

## مقارنة بين البلدين
هذه مقارنة عامة ومرجعية للدولتين:
| وجه المقارنة                                              | بولندا                                                                             | نيبال                             |
| --------------------------------------------------------- | ---------------------------------------------------------------------------------- | --------------------------------- |
| المساحة (كم2)                                             | 312.68 ألف                                                                         | 147.18 ألف                        |
| عدد السكان (نسمة)                                         | 38.43 مليون                                                                        | 29.40 مليون                       |
| الكثافة السكانية (ن./كم²)                                 | 122.91                                                                             | 199.76                            |
| العاصمة                                                   | وارسو                                                                              | كاتماندو                          |
| اللغة الرسمية                                             | اللغة البولندية                                                                    | اللغة النيبالية                   |
| العملة                                                    | زلوتي بولندي                                                                       | روبية نيبالية                     |
| الناتج المحلي الإجمالي (بليون دولار)                      | 524.51 مليار                                                                       | 24.47 مليار                       |
| الناتج المحلي الإجمالي (تعادل القوة الشرائية) بليون دولار | 1.02 تريليون                                                                       | 70.20 مليار                       |
| الناتج المحلي الإجمالي الاسمي للفرد دولار أمريكي          | 12.55 ألف                                                                          | 743                               |
| الناتج المحلي الإجمالي للفرد دولار أمريكي                 | 26.14 ألف                                                                          | 2.37 ألف                          |
| مؤشر التنمية البشرية                                      | 0.843                                                                              | 0.548                             |
| رمز المكالمات الدولي                                      | +48                                                                                | +977                              |
| رمز الإنترنت                                              | .pl                                                                                | .np                               |
| المنطقة الزمنية                                           | توقيت وسط أوروبا، ت ع م+01:00، ت ع م+02:00، أوروبا/وارسو ‏، توقيت وسط أوروبا الصيفي | UTC+05:45، التوقيت الموحد لنيبال ‏ |

## منظمات دولية مشتركة
يشترك البلدان في عضوية مجموعة من المنظمات الدولية، منها:
| علم المنظمة | اسم المنظمة                        | تاريخ انضمام بولندا | تاريخ انضمام نيبال |
| ----------- | ---------------------------------- | ------------------- | ------------------ |
|             | مؤسسة التنمية الدولية              | 28 أكتوبر 1960      | 6 مارس 1963        |
|             | يونسكو                             | 6 نوفمبر 1946       | 1 مايو 1953        |
|             | مؤسسة التمويل الدولية              | 29 ديسمبر 1987      | 7 يناير 1966       |
|             | منظمة حظر الأسلحة الكيميائية       | ?                   | ?                  |
|             | الأمم المتحدة                      | 24 أكتوبر 1945      | 14 ديسمبر 1955     |
|             | منظمة الشرطة الجنائية الدولية      | ?                   | ?                  |
|             | البنك الدولي للإنشاء والتعمير      | 27 يونيو 1986       | 6 سبتمبر 1961      |
|             | الاتحاد البريدي العالمي            | 1 مايو 1919         | ?                  |
|             | وكالة ضمان الاستثمار متعدد الأطراف | 29 يونيو 1990       | 9 فبراير 1994      |
|             | منظمة التجارة العالمية             | 1 يوليو 1995        | ?                  |
|             | الفريق المعني برصد الأرض           | ?                   | ?                  |

## وصلات خارجية
- موقع وزارة الخارجية البولندية
- موقع وزارة الخارجية النيبالية